# Беслен
Бѐслен е село в Югозападна България. То се намира в община Хаджидимово, област Благоевград.

## Население

### Етнически състав
Преброяване на населението през 2011 г.
Численост и дял на етническите групи според преброяването на населението през 2011 г.:
|                     | Численост |
| Общо                | 723       |
| Българи             | 308       |
| Турци               | -         |
| Цигани              | -         |
| Други               | -         |
| Не се самоопределят | -         |
| Неотговорили        | 414       |

## География
Село Беслен се намира в планински район. Разположено е в подножието на Бесленския рид.

## История
Според Йордан Заимов етимологията на името е по-старата форма Бѣсняне от водното име Бясна (река, бара), Бесен (дол, поток) и подобни. Сравними са местността Бесен рид при Самуилово, Петричко, Бесничко дере при Варвара, Пазарджишко, което е прилагателно от местното име *Бесник, *Бесница, Бесничевец над Струмешница при Петрич, и други. Промяната е вследствие на дисимилация сн > сл, вероятно под влияние на следващото н, както в родопското слубник, „годежар“ от снубник.
В XIX век Беслен е мюсюлманско село в Неврокопска каза на Османската империя. В „Етнография на вилаетите Адрианопол, Монастир и Салоника“, издадена в Константинопол в 1878 година и отразяваща статистиката на населението от 1873 година, Бослен (Boslen) е посочено като село с 28 домакинства и 75 жители помаци.
Според Стефан Веркович към края на XIX век Беслен има мюсюлманско мъжко население 110 души, което живее в 28 къщи. През 1899 година селото има население 307 жители според резултатите от преброяване населението на Османската империя. Съгласно статистиката на Васил Кънчов („Македония. Етнография и статистика“) към 1900 година Беслен (Басленъ) е българо-мохамеданско селище. В него живеят 300 българи-мохамедани в 35 къщи.